# Calyptranthes ishoaquinicca
Calyptranthes ishoaquinicca är en myrtenväxtart som beskrevs av Maria Lucia Kawasaki och Bruce K. Holst. Calyptranthes ishoaquinicca ingår i släktet Calyptranthes och familjen myrtenväxter.
Artens utbredningsområde är Ecuador. Inga underarter finns listade i Catalogue of Life.